# Clubiona bryantae
Clubiona bryantae este o specie de păianjeni din genul Clubiona, familia Clubionidae, descrisă de Gertsch, 1941. Conform Catalogue of Life specia Clubiona bryantae nu are subspecii cunoscute.